# Morokweng
Morokweng ist ein Ort in der südafrikanischen Provinz Nordwest (North West). Er liegt in der Gemeinde Kagisano-Molopo im Distrikt Dr Ruth Segomotsi Mompati.

## Geographie
Morokweng hat 14.260 Einwohner (Volkszählung 2011). 93 % der Einwohner gaben bei der Volkszählung Setswana als erste Sprache an. Die Umgebung ist flach und dünn besiedelt, das Klima arid. Nahe dem Ort liegt die Salzpfanne Tswaing Pan. Morokweng liegt rund 60 Kilometer nordwestlich von Ganyesa. Der Ort liegt südlich der Grenze zu Botswana.
Nach dem Ort ist der südwestlich gelegene Morokweng-Krater, ein 1994 entdeckter, rund 70 Kilometer breiter Einschlagkrater benannt.

## Geschichte
Morokweng entstand in den 1790er Jahren als Sitz des Kgosi Manketso, der eine Abspaltung der Barolong anführte. 1886 wurde das Gebiet um Morokweng und Ganyesa nach der Bildung von Britisch-Betschuanaland als native reserve (etwa: „Eingeborenenreservat“) deklariert. Bis 1994 gehörte es zum Homeland Bophuthatswana.

## Wirtschaft und Verkehr
Der Ort ist landwirtschaftlich orientiert.
Die Fernstraße R375 führt von der botswanischen Grenze im Nordwesten über Morokweng nach Richtung Ganyesa im Südosten.